# Los Pericos
Los Pericos es una banda de reggae y ska argentina fundada en 1986. En 2006 había superado los dos millones y medio de discos vendidos y más de tres mil presentaciones en vivo. Fueron nombrados embajadores del reggae por Jamaica.

## Historia

### Primeros años
Los Pericos comienzan a tocar en 1986, como un grupo de amigos que se juntaba para interpretar la música que les gustaba; incursionaban en la música interpretando temas de Toots & The Maytals, Bob Marley, Peter Tosh. Poco después se transformaron en una importante banda de Reggae Argentina.
En 1987 lanzan su primer disco, "El Ritual de la Banana". Sus ventas alcanzan 180 mil placas y lo convierten en el disco más vendido del año, otorgándole el título de Triple Platino. Sus primeros cortes, El ritual de la banana, Jamaica reggae, Nada que perder y Movida Rastafari, escalan rápidamente el ranking entre los más pedidos y escuchados y se convierten en verdaderos clásicos. Otra cosa que ayudó para este éxito fue la aparición de la banda en la película El profesor punk. El álbum es editado en toda Hispanoamérica y la prensa los distingue como grupo revelación en 1988.
En Argentina, a través de Los Pericos, muchos jóvenes comienzan a conocer e interesarse por Bob Marley y este género musical de origen jamaiquino.
Ya en 1988 graban King Kong, producido por Herbert Vianna (Paralamas Do Sucesso), un disco donde temas como "Fronteras en América", "Che Nena" y "Ocho Ríos", entre otros, no dejan de sonar en todas las radios, programas de TV y lugares de entretenimientos de la época. En los 90, comienzan a llegar a Argentina bandas de importante trayectoria internacional. El reggae comienza a tentar a los empresarios, debido a la gran captación de seguidores y aficionados a esos ritmos. Así llegan a Bs. As. UB40, Eddy Grant, Jimmy Cliff y otros.
En 1990 Los Pericos sacan su tercer disco de estudio "Rab A Dab Stail". De aquí en más comenzarían con un sinnúmero de shows en el interior de Argentina, destacándose las dos presentaciones en el estadio Luna Park de Buenos Aires. Más de 400 presentaciones a lo largo de los años 1990, 91 y 92, donde más de 500.000 personas vieron, escucharon, cantaron y bailaron junto a su música, hacían de Los Pericos la banda de mayor performance del momento.

### Big Yuyo, Pampas Reggae y Yerba Buena
En 1992; lanzaron su cuarto álbum, Big Yuyo. En él, Los Pericos mostraron un sonido con identidad propia y contundente, reflejado a través de la música en temas como Me Late, Waitin', Hacé Lo Que Quieras, etc.
Sumergidos dentro de los shows, giras y festivales Los Pericos lanzaron "Los Maxis" donde la canción Eu Vi Chegar los volvió a colocar en el número #1 del ranking.
Ese mismo año Los Pericos fueron invitados a participar de la 6.ª. Edición International Festival Reggae Sunsplash que se realiza anualmente en Jamaica. Allí se reúne a los grupos más importantes y reconocidos del género a nivel mundial. El público que asiste es, en su gran mayoría jamaiquino, un público especialmente exigente con las bandas extranjeras que interpretan su música. Los Pericos (siendo la primera banda de habla hispana), pasaron la prueba y se destacaron por su gran sonido en vivo, su espontaneidad y despliegue como banda en el escenario.
Periodistas de prestigio internacional especializados en el tema, como John Lannert (Billboards Latin Affairs), Peggy Quattro (The Reggae Report - USA), o conocedores del Reggae como Papa Pilgrim (Reggae Ambassador Worldwide) encontraron en Los Pericos la explicación de la explosión del Reggae en gran parte de Sudamérica.
En 1994, volvieron al International Festival Reggae Sunsplash. Cerraron la World Beat Night. Ahí Rita Marley los invitó a los estudios Tuff Gong Records, donde grababa Bob Marley. Este acercamiento a la cuna del Reggae abrió la puerta a una interminable visita de bandas de Reggae a la Argentina entre 1993 y 1994. Los Pericos, como dueños de casa, compartieron cartel con Ziggy Marley & The Melody Makers, en mayo de 1993. Poco después se realizó la primera edición del International Festival Reggae Sunsplash en Buenos Aires. Allí se presentaron junto a Pablo Moses, Gregory Isaacs, Yellowman y Judy Mowatt, entre otros.
En mayo de 1994 fueron invitados especiales en la quinta Billboard Worldwide Latin Music Conference en Miami.
En julio Los Pericos regresaron a los Estados Unidos para grabar Párate y mira, Home Sweet Home, Runaway y Su galán, entre otros, que forman parte de su quinto trabajo: Pampas Reggae. Lo hicieron en dos de los estudios más importantes de Los Ángeles: Corner Stone y Rusk Sound Studio. 
Poco después realizaron una gira por los Estados Unidos: Miami, Nueva York, Los Ángeles, Chicago y Boston (aquí tocaron en el Paradise Club, lugar donde U2 se presentó por primera vez en EE. UU.). Con el lanzamiento de Pampas Reggae, las giras por Hispanoamérica y las ventas de sus discos se sucedieron e incrementaron.
Los Pericos se transformaron en la banda que más discos vendió en esa época y más público convocó en 1993, 1994 y 1995 en Argentina, Chile y Venezuela. Durante esos años realizaron unas 200 presentaciones por año; abarcaron todo el continente americano y España.
En 1995 participaron del disco homenaje a Sumo ("Fuck You"), interpretando el clásico "El ojo blindado".
Compartieron escenario con figuras de la talla de: UB40 en Caracas y en el Estadio de River Plate de Buenos Aires, Steel Pulse, Big Mountain (Festival Viña del Mar '95), donde la actuación de Los Pericos se destacó como la mejor banda de esa edición, Pet Shop Boys (Colombia), Black Uhuru (Brasil, Río de Janeiro y São Paulo), Pato Banton (Miami), Sonic Youth, Paul Weller, Beck, Babes in Toyland, Siniestro Total, Pop festival (España). A esta altura sus discos llevaban vendidos más de un millón de copias en todo el mundo. Sus videos han llegado a los primeros puestos de los rankings de MTV y sus presentaciones en el exterior han sido televisadas por HBO, Direct TV y señales de importante llegada a todo el continente americano.
En ese momento Los Pericos lanzaron su sexto trabajo, Yerba Buena, que fue editado en simultáneo en toda Hispanoamérica, Estados Unidos y España. El video de su primer corte, Caliente, ocupó el 1.er puesto del top 20 de la señal de MTV latino durante 5 semanas, en Argentina alcanzaron el disco de platino antes de salir a la venta.
El 8 de febrero de 1997 convocaron a más de 100.000 personas en Bs. As., dentro del ciclo Buenos Aires Vivo. En Chile, las ventas de Yerbabuena superaron ampliamente el disco de platino y en su primera presentación en Santiago en el estadio nacional convocaron a más de 60.000 personas. Similar repercusión han obtenido en Venezuela y diversos países de Centroamérica.
En España, Caliente, entró directamente entre los 10 primeros puestos de la cadena 40 y ha generado una gran expectativa en el mercado brasileño debido a sus estupendas ventas y a la repercusión de la versión de Parate y mira, que ha hecho el grupo local Paralamas do Sucesso con el nombre de Lourinha Bombril. Fueron invitados a participar por segunda vez, del festival de Viña del Mar donde su éxito fue rotundo.
El gran nivel musical y el reconocimiento internacional alcanzado en los últimos años, ha hecho que Los Pericos fueran invitados a participar con su música en diversas placas homenaje. Durante el mes de marzo, Los Pericos junto a Stewart Copeland grabaron el tema Darkness, con el que participaron como única banda hispana invitada, en el álbum tributo reggae a The Police, un proyecto de Miles Copeland, exmánager del grupo inglés encargado en este caso de la producción y selección de bandas que participaron del homenaje, en él están los músicos más sobresalientes del reggae mundial: Pato Banton, Aswad, Toots & the maytals, Ziggy Marley, Chaka Demus & The Players, entre otros. 
En abril del mismo año se editó en la Argentina, el compilado Silencio = Muerte: Red Hot + Latin a beneficio de la lucha contra el SIDA. Los Pericos interpretaron junto a Buju Banton (uno de los representantes del reggae más destacados a nivel mundial) el tema I Wanna be Loved. En el disco participaron, entre otros, David Byrne, Café Tacuba, Rubén Blades, Los Lobos, Fishbone, Fabulosos Cadillacs, Andrés Calamaro, La Ley y Aterciopelados.
A lo largo del año han realizado presentaciones en Argentina, Brasil, Chile, Perú, Colombia, México, Estados Unidos y en las playas de Isla Margarita (Venezuela) para más de 150.000 personas.
En ese mismo año, Los Pericos filmaron en Chile el vídeo del tercer corte de Yerbabuena, No me pares. Desde allí, Los Pericos viajaron a Brasil para participar del Ruffles Reggae Festival en las ciudades de Sao Paulo y Río de Janeiro, recibiendo una aceptación por parte del público que superó todas sus expectativas. Allí compartieron escenario con Black Uhuru, Maxi Priest, Shaggy y Pato Banton. A fines de mayo realizaron una gira que comenzó en el poliedro de Caracas y continuó en todo el interior de Venezuela, siendo el primer grupo internacional que llegó a realizar un lleno total en todos los conciertos.
El 28 de diciembre de 1997, ante más de 120.000 personas, festejaron sus 10 años en un concierto gratuito y al aire libre, que contó con el apoyo del Gobierno de la Ciudad de Buenos Aires y la participación de músicos invitados como Fito Páez, Zeta Bosio (Soda Stereo), Juanse (Ratones Paranoicos) y Los Auténticos Decadentes. Los distintos medios y el público coincidieron en que fue el mejor show en vivo del año.
El año 1998 comenzó con varias presentaciones por Centroamérica y nuevamente en Isla Margarita, Venezuela, ante aproximadamente 140.000 personas. Tras volver a Buenos Aires para definir con EMI la producción del octavo disco, la banda fue a Perú y realizó 4 presentaciones: tres en Lima y una en Cuzco donde los vieron más de 100.000 personas. Acto seguido se dirigieron a Caracas donde se presentaron en el Festival Experiencia Roja ante la cifra récord de 180.000 espectadores.
A mediados de julio comenzó la grabación del siguiente disco en su propio estudio Robledo Sound Machine. Nuevamente se dirigieron a Caracas, pero esta vez al festejo de los 50 años de la Declaración Universal de los Derechos Humanos (en el aeropuerto de La Carlota), donde estuvieron también Willy Colón, Rubén Blades y otros grupos locales, organizado por Amnistía Internacional. El grupo siguió con el trabajo en estudio y se dirigió al Festival de la Cerveza Arequipeña, en Perú ante 80.000 personas. De ahí a Buenos Aires, donde se presentaron en el cierre de Buenos Aires No Duerme II.

### Mystic Love y salida de Bahiano
El 27 de noviembre de 1998 se presenta Mystic Love y se realiza el video del primer corte Sin Cadenas.
A principio del año 1999 cierran la primera noche del ciclo Buenos Aires Vivo III, para 140.000 personas y fue una noche de reggae total, simultáneamente se realizó el video del 2.º corte del disco "Pupilas Lejanas", elegido en la actualidad por la revista Rolling Stone y MTV, como uno de los 100 mejores temas del rock argentino.
Participan en el concierto de apoyo a los docentes de la carpa blanca, en la Plaza de los Dos Congresos de Buenos Aires, además tocan en el Teatro de la Ribera, para la filmación de la película "Botín De Guerra", realizada por las abuelas de Plaza de Mayo.
Son invitados al 1.er Festival argentino en Miami en el Bayfront Park para más de 10 000 personas. De ahí Los Pericos se dirigieron a Washington y luego a NYC, mientras se producía el video del 3.er. corte de difusión, "La Hiena", del disco Mystic Love.
Luego se dirigen a México a realizar tres conciertos, el primero fue el Festival de Acapulco, de ahí se dirigieron a Guadalajara, donde tocaron en el Hard Rock Live agotando todas las localidades. La gira finalizó en México D.F. donde compartieron el escenario con UB40 por 3.ª vez.
Viajan a Colombia a festejar el Día de la Juventud, invitados por la gobernación de Antioquía en la Ciudad de Medellín, donde hicieron un concierto ante unas 40.000 personas.
A mediados de este año Los Pericos comienzan nuevamente una gira por Venezuela, donde realizan 7 conciertos. El primero en el Poliedro de Caracas, luego se dirigieron a Mérida donde tocaron en la Plaza de Toros, en San Cristóbal, de ahí a Puerto Ordaz (Centro Ítalo), luego en el Forum de Valencia y por último en el Círculo Militar de Maracay. La gira fue un éxito ya que entre todos los lugares se llegó a una concurrencia de más de 150.000 personas.
En el mes de agosto estaba pautada la presentación de Mystic Love en el legendario Estadio Obras Sanitarias de Buenos Aires, pero por problemas legales, el estadio es clausurado un día antes del show mientras que el grupo hacía la prueba de sonido. Con un revuelo de prensa que recorrió todos los medios del país, cambió la fecha y el lugar del concierto. La presentación de Mystic Love se realizó por fin el 31 de agosto y el 1.º de septiembre en el Teatro Opera, logrando vender todas las entradas en las dos funciones, sin poder continuar, ya que el teatro no disponía de más fechas.
El próximo destino fue Asunción del Paraguay, allí Los Pericos hicieron vibrar a unas 45.000 personas en el centro de la ciudad, en un concierto a plena luz del día en la calle Palma organizado por la radio Rock & Pop local.
En noviembre de ese año comenzaron el 5.º. Mystic Love tour en las ciudades de Nueva Jersey, Queens y Manhattan y por 1.ª vez un grupo argentino se presenta en Montreal (Canadá) donde Los Pericos sacuden a las críticas. También tocan en la ciudad de Toronto.
Comienza el año 2000, y Los Pericos son invitados a participar en el Festival de Reggae de Imbe en Porto Alegre, Brasil, y al Festival Planeta Atlántida 2000, Brasil, donde asisten más de 120.000 personas.
Luego vuelven a Buenos Aires y se presentan en el estadio de River Plate festejando la llegada del nuevo milenio frente a 75.000 personas. Continúan los shows por La Paloma, Piriápolis y Maldonado en Uruguay, siendo vistos por más de 50.000 personas. Luego, en el contorno del campeonato mundial de surf en la ciudad de Mar del Plata, Buenos Aires, realizan un show visto por unas 40.000 personas.
Los Pericos comienzan a mezclar el disco 1000 Vivos en homenaje a las 1.008 presentaciones que el grupo tenía realizadas hasta el momento.
Finalmente el 28 de marzo sale a la venta y se presenta nuevamente en el ciclo Argentina En Vivo, pero esta vez en la Ciudad de Mar del Plata, Buenos Aires. Así 1000 Vivos comenzó a sonar en todo el país. "Nada Que Perder", el tercer corte del disco, se colocó número #1 durante más de seis semanas en todos los rankings radiales.
Mientras continuaban las presentaciones, Los Pericos dan un concierto junto al ex Soda Stereo, Gustavo Cerati en las Barrancas de Belgrano en Capital Federal, Buenos Aires, para más de 30.000 personas.
Luego viajan a la 2.ª edición del Festival Argentino en Miami en el Bay Front Park y de ahí a la Isla del Encanto, Puerto Rico, donde hicieron 4 presentaciones en San Juan, Ponce, Aguada y Naranjito.
La presentación oficial del disco 1000 Vivos, se llevó a cabo en el estadio de Obras Sanitarias, Buenos Aires, donde como pocas veces se lo vio, más de 6.000 personas adentro y otras 2.000 escuchando desde la calle.
Viajan a Caracas, Venezuela, para presentarse en el Estadio Poliedro, luego dan un show junto a Manu Chao en el Rock al Parque de Bogotá, Colombia, para más de 100.000 personas. La gira continuó en la Ciudad de México (D.F.), en el Vive Latino, ante más de 50.000 personas y en la Ciudad de Guadalajara para 8000 personas.
Ya en 2001 continúan las presentaciones a lo largo de todo el continente y son invitados para cerrar la edición del Vive Latino de ese año. En el año 2002 Los Pericos se presentan en el foro social Porto Alegre, Brasil, y participan en el Festival Rock en Ñ realizado en el D.F., México.
En diciembre de 2002 sale a la venta "Desde Cero", última producción discográfica con un sinfín de presentaciones que incluyen México, Estados Unidos, Uruguay, Paraguay, Puerto Rico, Chile y Venezuela, entre otros. Mimi Maura canta en "Bolero" y Ciro Pertusi ex Attaque 77 canta en "Desigual". Durante el año 2003 Los Pericos, fueron los encargados de cerrar la tercera noche en el Festival Quilmes Rock, llenaron en cuatro oportunidades el estadio Luna Park y con entradas totalmente vendidas realizaron dos shows étnicos en el teatro Gran Rex.
En 2004 El Bahiano (Fernando Hortal), primera voz, dejó la banda. La banda argentina con 17 años de exitosa trayectoria, vuelve a sorprender: esta vez cambiando su esquema vocal. La banda aunque logra mantener su prestigio, nunca volverá a repetir el éxito masivo de los años de "El Bahiano". 

### Etapa post-Bahiano: Juanchi Baleiron como vocalista
Tras la partida voluntaria de su anterior vocalista, se juegan a un cambio, dejando de lado la figura del cantante único, Los Pericos tiene a Juanchi Baleirón a cargo de las voces. Con aires de total renovación, estimulados por el inicio de una nueva etapa de cambio y desafío, Los Pericos se presentan en vivo con un esquema más compacto, acentuando su formato reggae-rock.
En abril de 2005 se presentaron ante 65.000 personas en el Festival Vive Latino de la Ciudad de México, obteniendo una gran receptividad por parte de la prensa internacional que los honró con muy buenas críticas coincidiendo con el público que ha permanecido fiel a la agrupación.
En 2005 Los Pericos lanzaron su álbum número 12 titulado "7" editado por Universal Music. La presentación oficial de su nueva placa discográfica se realizó el 7 de septiembre, en el estadio Obras Sanitarias logrando llenarlo por completo.
Con más de 100 presentaciones durante ese año, recorriendo, Argentina, México, Ecuador, Puerto Rico, Uruguay, USA, El Salvador, Colombia, Bolivia, Chile y Perú, lograron afianzar su posición y vigencia como una de las más importantes agrupaciones de la escena musical hispanoamericana.
El 2006 encuentra a Los Pericos dando inicio a una intensa y prolífica serie de conciertos por todo el continente americano que los llevó a presentar su última producción "7" hasta los más legendarios escenarios como el Phoenix Theatre de Toronto y el BBKing Theatre de Nueva York ambos a sala llena. Son los encargados de cerrar el festival argentino en Miami en el Bayfront Park donde fueron ovacionados por más de 8000 personas. Durante este año Los Pericos vuelven a suelo venezolano para participar en Telecorazón, evento de recaudación de fondos para ayudar a los niños y niñas adolescentes en situación de riesgo social en dicho país.
Al igual que el año anterior sorprenden nuevamente en la noche reggae del Pepsi Music 06 pero esta vez con un invitado de lujo, Pato Banton, recogiendo las mejores críticas de esa noche.
Comienzan el 2007 con una gira de verano por Argentina en la cual realizan 30 presentaciones en los principales centros vacacionales del país. En abril vuelven a girar por México, presentándose con éxito en las ciudades más importantes y cerrando una de las noches del festival internacional Puerta del Mar de Veracruz. Dentro de los festejos de la "semana de Caracas" se presentan ante más de 50.000 personas en La Carlota, Venezuela.
En este momento, cumpliendo 20 años de trayectoria la banda se encuentra abocada a la realización de su nuevo material discográfico.
Para julio de 2008, en Costa Rica los Pericos se presentaron en Liberia, Guanacaste (provincia costarricense) para una de las mayores fiestas del país, la "Fiesta Espinar". Junto a Los Pericos también en el escenario se presentaron los conocidos Infected Mushroom.
En septiembre lanzaron su disco número 13, el segundo después de la partida de Bahiano. Ya consolidados, en Pura Vida vuelve el estilo reggae que los caracteriza y Juanchi Baleirón cada vez mejor, así cantando como ejerciendo el rol de frontman. Temas como "Pianito" y "Lindo Día" prometen ser grandes éxitos.

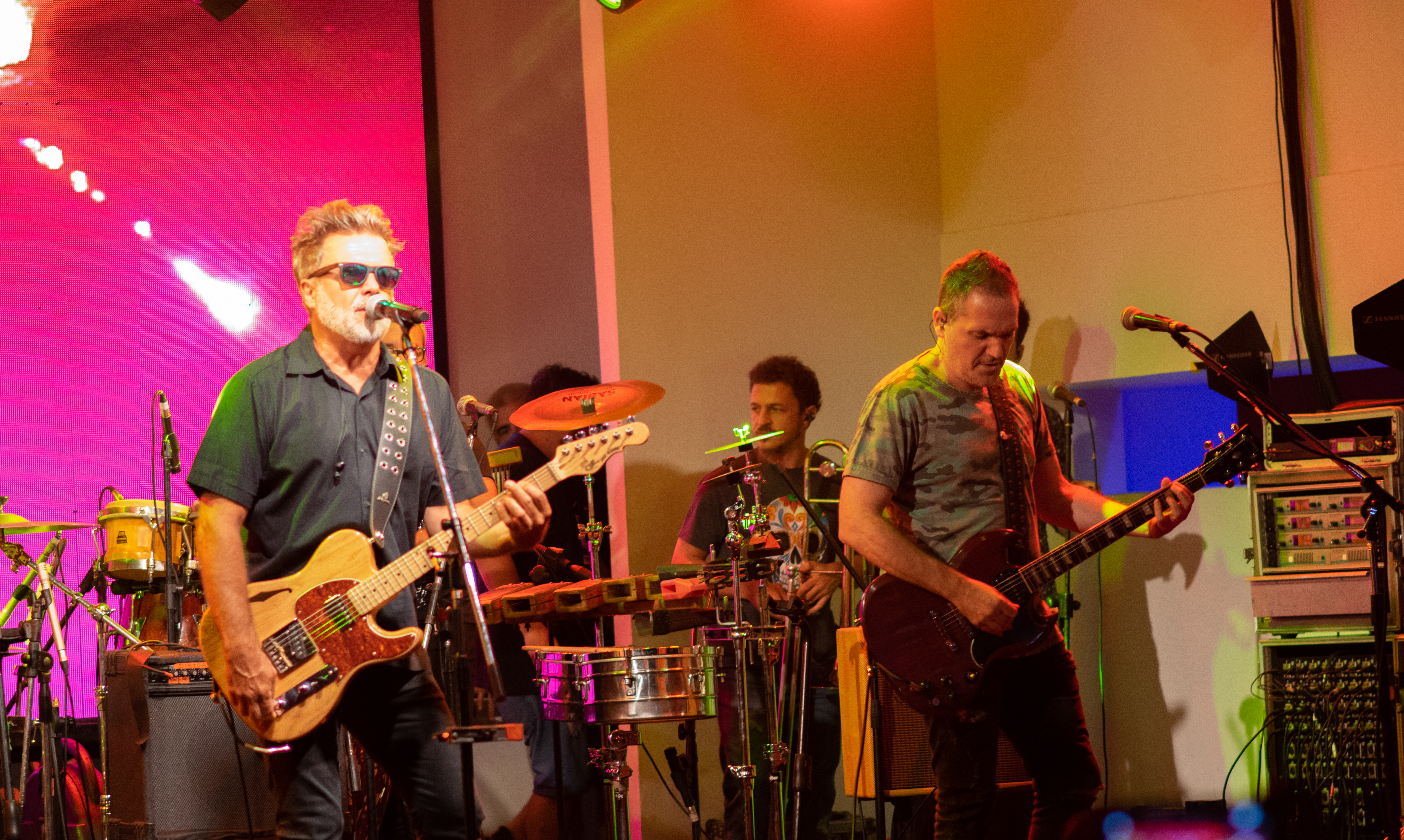
Los Pericos en concierto, Mar del Plata en 2020

En 2010 sacaron su última producción discográfica hasta el momento, llamada Pericos & Friends, que cuenta con participaciones especiales como Gregory Isaacs, Guillermo Bonetto, The Wailers, Gondwana, Toots Hibbert, The Skatalites, Ali Campbell, entre otros. Este disco incluye diez éxitos reversionados del grupo y dos covers de Bob Marley; "Natural Mystic" en una nueva versión en ska junto a The Original Wailers; y "Iron Lion Zion", junto a Mykal Rose. Este disco logró ser galardonado con el disco de oro en menos de cinco meses.
En el año 2013 participan de "Hemp! A Reggae Tribute to the Beatles, Vol. II" con una versión de "Sgt. Peppers lonely hearts club band", este álbum reúne a estrellas del reggae mundiales como Don Carlos, Yellowman, Pato Banton, Ali Campbell, Tribo de Jah, Cultura Profética, Los Cafres, Steel Pulse, Olodum, Big Mountain, Dennis Bovell, Ras Michael entre otros.
El 18 de julio de 2013, el saxofonista Horacio Avendaño falleció después de una larga lucha contra un cáncer.
Juanchi Baleirón lo recordó a través de su Twitter con las siguientes palabras: “Chau negro. Te voy a extrañar demasiado. Tu viejo, Miles y una fresca te esperan. Te adoro”.El Bahiano, antiguo cantante de Los Pericos, también hizo lo suyo en su perfil de Facebook: “Que descanses en paz, Negro querido! Siempre te recordaré”.

## Miembros

### Miembros actuales
- Juanchi Baleirón - voz y guitarra
- Guillermo Luis Valentinis - guitarra
- Diego "Chapa" Blanco - teclados y coros
- Gastón "Moreira" Goncálvez - bajo
- Marcelo Blanco - percusión
- Ariel "Topo" Raiman - batería

### Miembros anteriores
- Fernando "Bahiano" Hortal - voz
- Guillermo Bonetto - percusión
- Martín "Marto" Gutman - teclados
- Ale Perico - bajo
- Daniel Picas - saxo
- Horacio Avendaño - saxo, fallecido en 2013

## Discografía

### Álbumes de estudio
- 1987 — El ritual de la banana
- 1988 — King Kong
- 1990 — Rab A Dab Stail
- 1992 — Big Yuyo
- 1994 — Pampas Reggae
- 1996 — Yerba Buena
- 1998 — Mystic Love
- 2002 — Desde cero
- 2005 — 7
- 2008 — Pura vida
- 2010 — Pericos & Friends
- 2016 — Soundamérica
- 2022 — Viva Pericos!

### Maxi
- 1989 — Maxi Anfitreu
- 1992 — Maxi 1992

### En vivo
- 2000 — 1000 Vivos
- 2017 — 3000 vivos

### Recopilatorios
- 1994 — Los Maxis
- 1995 — Lo Mejor de Pericos
- 2003 — Músicos, Poetas, y Locos

## Certificaciones oficiales por ventas de discos
- Big Yuyo (1992) - Triple platino (+180.000 copias vendidas)

- Pampas Reggae (1994) - Triple platino (+180.000 copias vendidas)

- Yerba Buena (1996) - Disco de oro (+30.000 copias vendidas)

- Mystic Love (1998) - Disco de oro (+30.000 copias vendidas)

- 1000 Vivos (2000) - Disco de platino (+60.000 copias vendidas)

- Desde Cero (2002) - Disco de oro (+20.000 copias vendidas)

- Reedición Pampas Reggae - Cuádruple platino (+160.000 copias)

- Pericos & Friends (2010) - Disco de oro

Fuente: CAPIF y Rock & Pop